# Stadio Gasometro
Lo Stadio Gasometro in spagnolo Estadio Gasómetro) è stato uno stadio calcistico di Buenos Aires, in Argentina; aveva una capacità massima di 75 000 persone. Situato nel quartiere di Boedo, doveva il suo nome ai gasometri, adiacenti alla sua struttura esterna. È anche conosciuto come Viejo Gasómetro poiché l'Estadio Pedro Bidegain, l'impianto utilizzato dal San Lorenzo, è soprannominato Nuevo Gasómetro.

## Storia
Lo stadio fu inaugurato il 7 maggio 1916 con un incontro della Copa Campeonato tra San Lorenzo ed Estudiantes La Plata, valido per il quinto turno della competizione e terminato 2-1. Lo stadio era situato all'incrocio tra Inclán e Las Casas, ed era dotato di una struttura in legno e ferro; la capienza era ridotta, tanto che alla gara inaugurale furono presenti solo 200 spettatori. I lavori proseguirono per tutti gli anni 1920 – nel 1929 lo stadio ospitò il Campeonato Sudamericano, pur essendo ancora incompleto – e terminarono nel 1930. Nel 1936, durante un torneo internazionale, venne inaugurato l'impianto d'illuminazione artificiale. Nel 1937 lo stadio fu nuovamente sede del Sudamericano. L'ultima partita giocata al Gasómetro fu San Lorenzo-Boca Juniors 0-0 del 2 dicembre 1979; Osvaldo Cacciatore, gerarca della giunta militare che governava l'Argentina, ordinò l'espropriazione del terreno nello stesso anno, e nel 1983 lo stadio fu demolito per lasciare spazio a un supermercato.